# Iglesia de San Juan Bautista (Orejana)

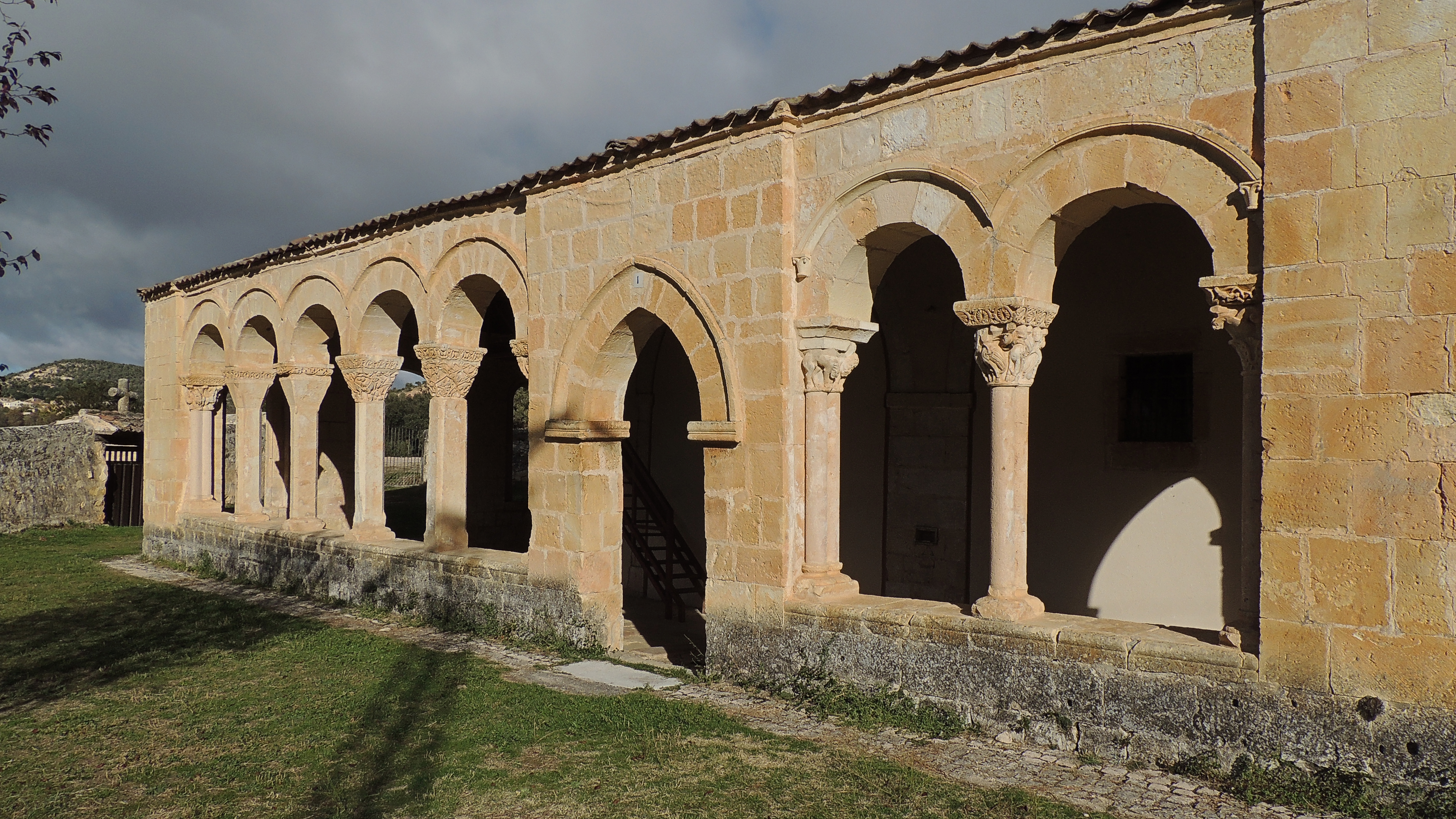
Galería porticada del lado sur

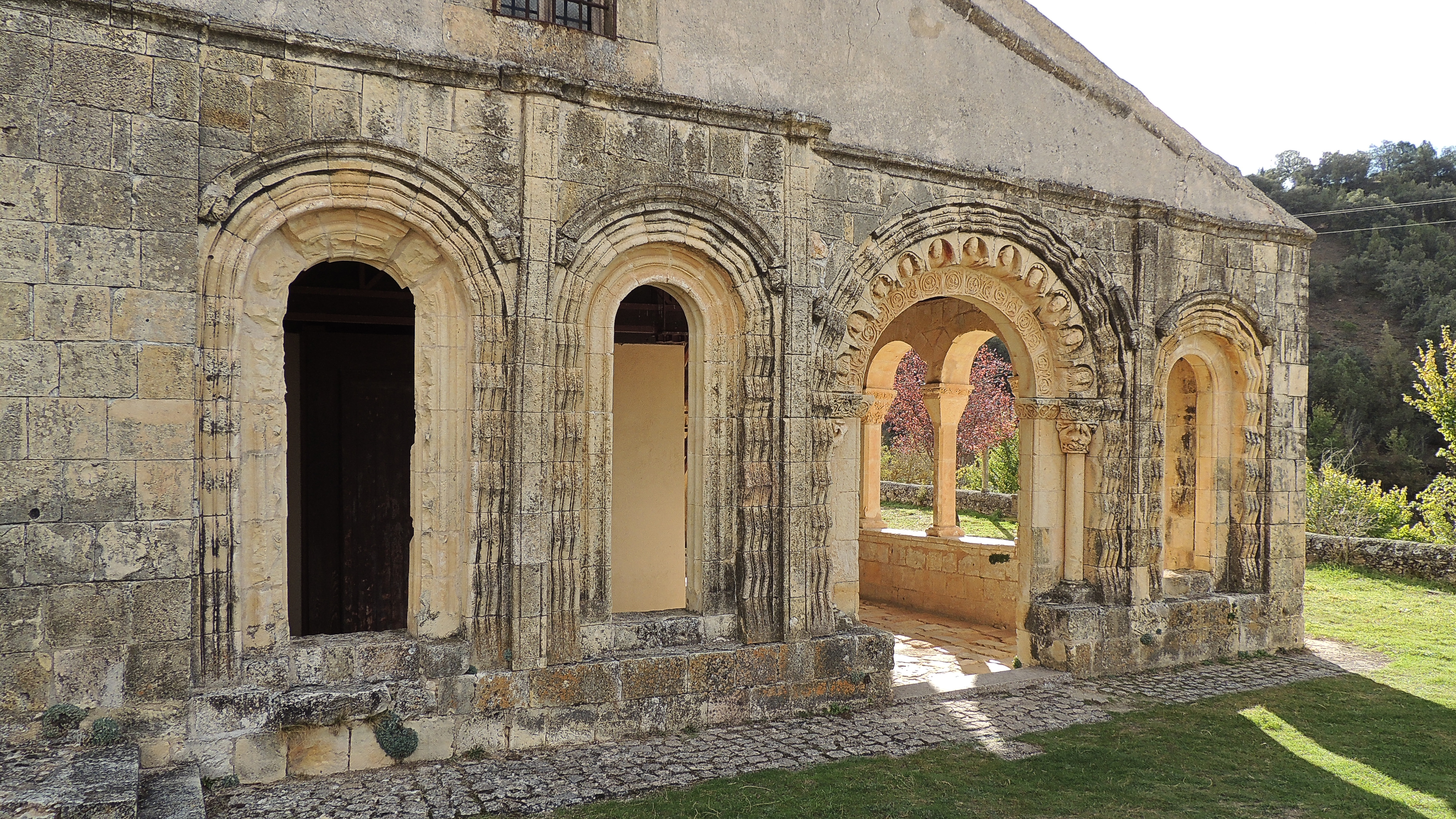
Galería porticada del lado occidental

La Iglesia Parroquial de San Juan Bautista es una muestra de primer orden del románico castellano que se encuentra situada a escasos 500 metros del barrio de la Revilla, en el municipio segoviano de Orejana (Castilla y León, España), al pie de una antigua cantera. En ella se halla el cementerio del municipio.
Levantada en los últimos períodos del románico, siglo XII o comienzos  del XIII, el edificio actual es fruto de las numerosas transformaciones  sufridas, pudiendo distinguirse tres etapas constructivas.
A la primera época responde la cabecera que es parte más antigua de la iglesia, siglo XII o comienzos del XIII, de los siglos XVI y XVII, son  los arcos formeros que separan las dos naves de la iglesia, mientras que  el pórtico y la torre pertenecen al siglo XVIII, época en la que el templo  sufre importantes transformaciones, como la conversión del atrio porticado  en una tercera nave con cabecera habilitada como sacristía. Una última  restauración llevada a cabo entre 1981 y 1983, elimina esta tercera nave  devolviendo al templo su primitiva imagen.
El pórtico, labrado en tierra caliza, constituye uno de los conjuntos  escultóricos más ricos del románico segoviano. Presenta en su lado sur,  una serie de ocho arcos de medio punto, originariamente sobre columnas  geminadas, uno de los cuales, el que sirve de acceso al atrio, es apuntado.  Los capiteles componen una de las series iconográficas más interesantes  del románico en piedra de la provincia.
El pórtico en su tramo occidental presenta una sucesión de cuatro  grandes arcos, formados por dos arquivoltas de medio punto, la inferior  con baquetones longitudinales y la superior formando zig-zag, presididos  por una puerta ricamente decorada. Se trata de un amplio vano formado  por tres arquivoltas, la superior con boceles en dientes de sierra, una  segunda arquivolta lobulada, que acoge un busto en el interior de cada  lóbulo y la inferior con ornamentación vegetal.